# إيفان سذرلاند
إيفان سذرلاند (بالإنجليزية: Ivan Sutherland)‏ ولد في 16 مايو 1938 عالم حاسوب أمريكي، اشتهر في مجال علم الحاسوب بمساهماته في واجهة مستخدم رسومية، فاز بجائزة تورنغ في عام 1988.

## روابط خارجية
- إيفان سذرلاند على موقع IMDb (الإنجليزية)
- إيفان سذرلاند على موقع الموسوعة البريطانية (الإنجليزية)
- إيفان سذرلاند على موقع إن إن دي بي (الإنجليزية)